# Alamut (romanzo)
Alamut è un romanzo scritto in lingua slovena dallo scrittore triestino sloveno Vladimir Bartol e pubblicato per la prima volta a Lubiana nel 1938. Sebbene il quadro storico utilizzato da Bartol sia molto approfondito, nel romanzo ritroviamo molti elementi della letteratura d'avventura ma anche frequenti incursioni nelle dottrine filosofico-religiose e nella psicologia.

## Trama
La narrazione prende piede dall'arrivo contemporaneo di due giovinetti, Halima e Tahir, presso la fortezza di Alamūt, luogo misterioso e inespugnabile dove Ḥasan-i Ṣabbāḥ sta organizzando un potente esercito attorno alla sua figura ormai profetica tra gli ismailiti dell'Iran. 
La giovanissima Halima è stata venduta ad Hasan, detto il Seyduna, da un mercante caduto in disgrazia di nome Ali con cui la bimba era cresciuta. Il padre di Tahir vuole invece che il figlio, entrando a far parte dell'esercito del Seyduna, vendichi la decapitazione del nonno, che fu seguace ismailita, ordinata da Nizam al-Mulk, visir dei sultani selgiuchidi, i sunniti iraniani.
I primi capitoli raccontano della formazione dei due giovinetti che, per la ragazza, prevede l'apprendimento di materie filosofiche, religiose e poetiche, ma anche della danza e degli insegnamenti erotici di una vecchia e arcigna cortigiana. Il ragazzo riceve invece una robusta formazione filosofica e religiosa, accompagnata da un durissimo addestramento destinato a renderlo un guerriero invincibile e capace di controllare ogni propria emozione. Entrambi vengono educati nel rigoroso rispetto delle regole di Alamut e alla venerazione totale per il misterioso Hasan, presentato come un profeta alla stregua di Maometto, che non appare mai agli allievi per i quali resta una figura mitica.

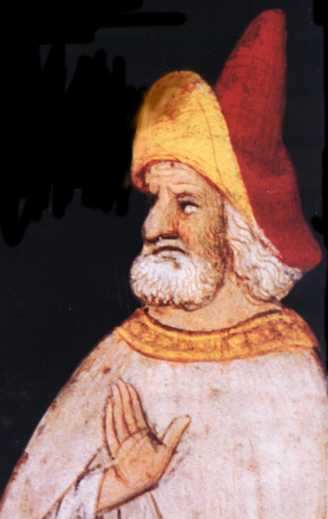
Il Seyduna Ḥasan-i Ṣabbāḥ

 I due giovinetti vivono in luoghi ben distinti di Alamut. La giovane con le sue compagne abita in una sorta di giardino incantato, popolato da animali e fiere addomesticati, assieme ad altre ragazze e ad alcuni eunuchi che fungono da insegnanti. Il ragazzo, invece, in una sorta di caserma nei pressi del cuore della fortezza con altri diciannove allievi destinati a formare un corpo di élite e detti "fedayn". A loro viene spiegato che l'addestramento durissimo a cui sono sottoposti e l'annullamento della propria volontà in favore di una cieca obbedienza ai maestri, verranno ricompensati con l'accesso alle delizie del paradiso di Allah delle cui chiavi Hasan ibn al-Sabbah è l'unico uomo sulla terra ad essere in possesso.

Nel corso del racconto scopriamo una serie di dettagli sulla vita del Seyduna che, all'epoca dell'azione, ha sessant'anni, mentre è venuto in possesso di Alamut solo da due, con l'intento di approfittare della inespugnabilità della fortezza e per riorganizzare tutto il mondo ismailita, preparando la distruzione dei nemici selgiuchidi.
La narrazione subisce un'improvvisa accelerazione nel momento in cui alla fortezza giunge notizia che l'esercito del sultano di Baghdad sta muovendo per espugnare e distruggere Alamut. È in questo frangente che il Seyduna appare finalmente ai lettori mentre riceve il messaggero, suo vecchio amico e protettore, che gli consiglia di abbandonare la fortezza e rifugiarsi in India. Malgrado la notizia rappresenti un imprevisto nei piani del capo di Alamut, questi decide che è giunto il momento di dare una svolta decisiva al suo progetto che viene via via rivelato a diversi protagonisti e al lettore stesso.
Il piano, elaborato nei minimi particolari nel corso di un ventennio, è il tentativo di mettere in pratica quello che, a detta del Seyduna, sarebbe il nocciolo segreto, ovvero rivelato solo a pochi iniziati, della dottrina ismailita, riassunto nella massima "Nulla è reale, ogni cosa è permessa". Per spiegare questa massima, e il progetto che ne ha ricavato, il Seyduna spiega ai suoi collaboratori più stretti che nell'arco della sua esistenza egli ha approfondito lo studio di tutte le dottrine religiose, scientifiche e filosofiche alla ricerca della verità, giungendo infine alla consapevolezza che nessuna religione o filosofia è in grado di far comprendere l'universo all'uomo. Egli ha quindi raggiunto la convinzione che ciò che l'uomo veramente persegue per tutta la vita è la ricerca del piacere, e che tutto ciò che può fare lo può fare solo sulla terra, circoscrivendo ad essa tutto il suo universo. Egli ha quindi deciso di essere per la terra ciò che Hallah è per l'universo. Ha fatto costruire gli splendidi giardini in cui dimorano Halima e le altre fanciulle, erigendo una barriera impenetrabile tra il loro mondo incantato e il resto della fortezza di Alamut: quei giardini verranno utilizzati come premio per i fedayn, per rafforzarne non solo il coraggio ma addirittura il desiderio di morte. In questo modo essi saranno disposti anche all'estremo sacrificio per onorare il Seyduna che unico ne possiede le chiavi. Questo miracolo verrà realizzato con l'aiuto di pasticche di hascisc che, grazie allo stordimento e alle visioni indotte, serviranno a simulare meglio il passaggio temporaneo a una condizione extra-terrena.
In occasione del primo tentativo di assalto alla fortezza da parte delle avanguardie turche del sultano selgiuchide, i fedayn vengono consacrati come combattenti e viene loro permesso di partecipare alla battaglia. In seguito alla vittoria Hasan decide di aprire per la prima volta le porte del suo paradiso per tre giovani fedayn, tra cui il giovane ibn-Tahir.
Via via i fedayn diverranno l'arma più micidiale che alcun sovrano abbia mai potuto utilizzare e si trasformeranno in spietati assassini.

## Edizioni in italiano
- Vladimir Bartol; Alamut, traduzione di Arnaldo Bressan, Trieste: Editoriale stampa triestina, 1989
- Vladimir Bartol;Alamut, traduzione di Arnaldo Bressan, Milano: Biblioteca universale Rizzoli, 1993
- Vladimir Bartol; Alamut: la fortezza,  traduzione di Arnaldo Bressan, Roma: Castelvecchi, 2013

Il romanzo è stato inoltre tradotto in bosniaco, arabo, spagnolo, tedesco, ceco, turco, slovacco, ungherese, portoghese, croato, serbo, inglese, francese, coreano, macedone, cinese, polacco e persiano.